# Ätrafors
Ätrafors är en by i Falkenbergs kommun, som ligger invid Högvadsåns utlopp i Ätran. Orten ligger i skärningspunkten mellan de fyra socknarna Askome i Årstads härad och Ljungby, Köinge samt Okome i Faurås härad.

## Historia

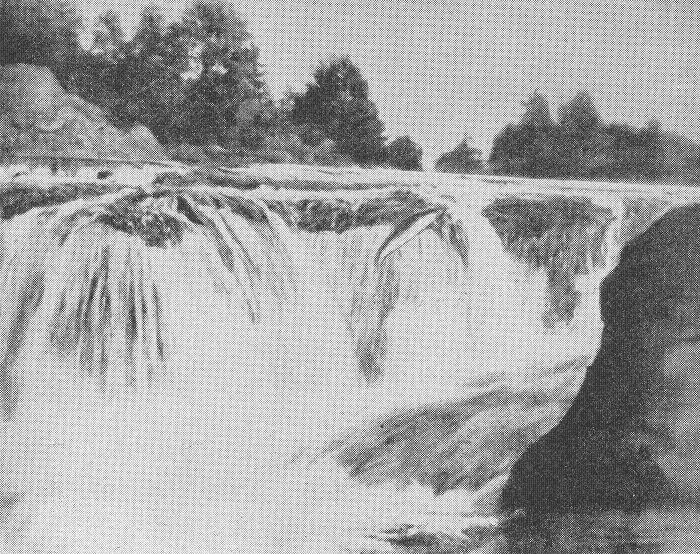
Rävige fors före utbyggnaden

Ätrans vatten kom först till användning som fiskeplats nere vid den så kallade Rävigeforsen. Mycket lax fångades här, och under fisketiden var laxen en vanlig maträtt under alla dagar och gav goda förtjänster för invånarna i Rävige by. Under 1800-talet blev ån en flottled för timmer från Västergötland ner till ångsågen i Herting.
Den bro som leder över Högvadsån i Ätrafors fick förr inte passeras utan att bropengar betalades vid en vägbom strax ovanför bron. Huset vid vägbommen - "Bomstugan" - var säkert ett av de första husen som uppfördes i Ätrafors.

### Industrier

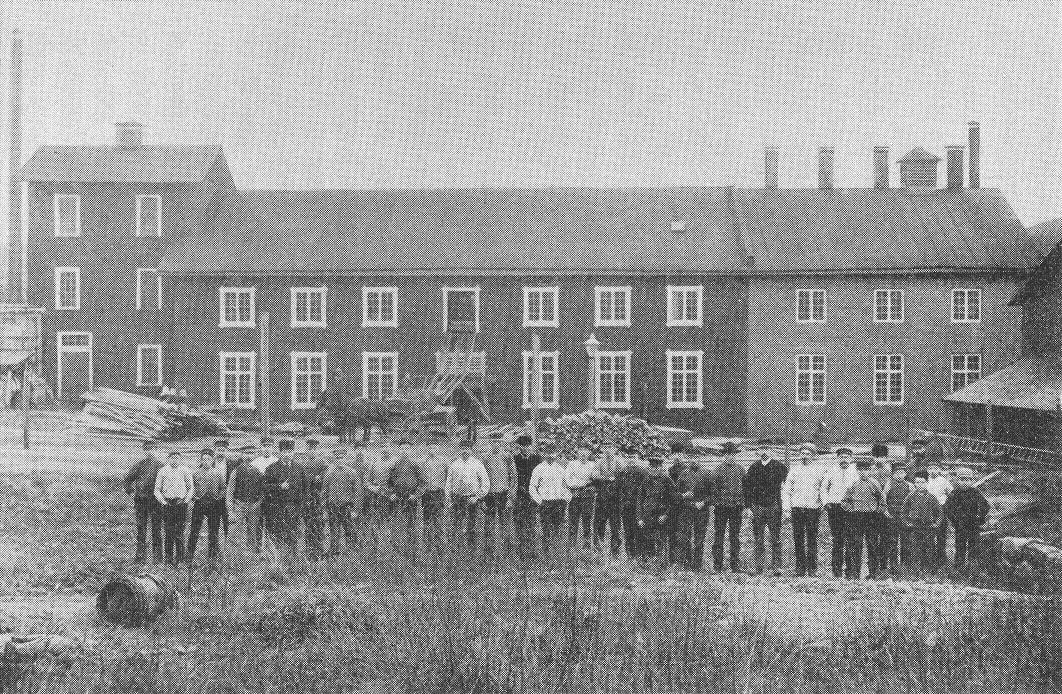
Gamla trämassefabriken i Ätrafors som förstördes av brand 1905

Under 1870-talet arrenderades vattenrätten vid Rävige fiskeplats ut och ett sågverk uppfördes vilket drevs av en turbin som fick kraft av en kanal från den så kallade "håhålan". Strax därefter uppfördes även en kvarn på Okomesidan och några år senare ännu en helt mittemot på Askomesidan av ån, vilka båda drevs av samma mjölnare med hjälp av en linbana tvärs över ån.
År 1889 uppförde Mölneby AB en trämassefabrik. Fabriken och ett ångpannehus, båda uppförda i tegel, låg i söder, till höger om landsvägen. På vänster sida om landsvägen låg stora träbyggnader (cirka 100 meter långa) som utgjorde torklador för färdigt papper. Två höga skorstenar reste sig även på fabriksområdet. En ångsiren angav arbetstiden, som då var 12 timmar både dag- och nattskift. Fabriken blev dock inte så gammal, den brann ner natten mellan lördagen och söndagen den 13 maj 1905, och någon återuppbyggnad blev det inte tal om.

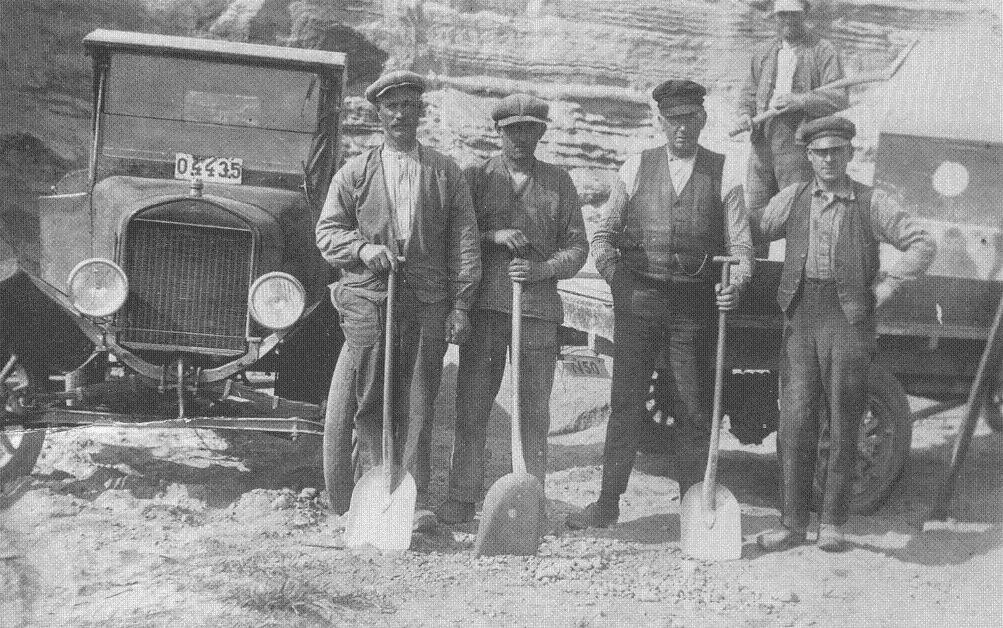
Kraftverksbygge i Ätrafors 1916

Nästa etapp startade 1916 när Héroults Elektriska Stål inköpte både fabriksområdet och vattenfallet för att kunna bli självförsörjande till sin energikrävande produktion. Samtidigt som man startade damm- och kraftverksbygge (färdigt 1918) så uppförde man på Köingesidan ett stålverk vid Hinnagård i Axtorna by. Allt detta krävde mycket arbetskraft och efter inköp av gården Tången i Rävige uppfördes på dess ägor söder om landsvägen en mängd bostadshus, och området fick snart namnet "Kineskvarteret". Men redan år 1921 tog kapitalreserverna slut och bolaget trädde i likvidation.
År 1922 köpte Yngeredsfors Kraft AB anläggningarna och påbörjade åren 1923-24 påbyggnad av Ätraforsfallet, Ätrafors kraftverk och vattenmagasinet (färdigt 1930). Arbetarbostäderna och fabriksbyggnaderna blev snart nedrivna, med undantag av smältverksbyggnaden som ännu (2011) står kvar men är ombyggd till bl.a. förråd och skyttelokal. På tomten öster om Högvadsån där tidigare ett sågverk låg kom den lokala fotbollsklubben att anlägga sin fotbollsplan (senare träningsplan).
År 1946 startade på Köingesidan ännu en industri, I C O Produkter som över åren tillverkade så skilda produkter som rökpipor,  persienner och TV-antenner. Så småningom övergick man till legotillverkning med automatsvarvning till olika företag. Sedan 2002 ägs industrin av företaget Metall & Lego AB (MLAB) som i huvudsak har samma produktionsinriktning som det ursprungliga företaget med avancerad CNC-, automatsvarvning och fräsning i olika typer av material.

### Kommunikationer
På marker tillhörigt byn Tormorup i Ljungby socken anlades en järnvägsstation vid den smalspåriga Falkenbergs Järnväg (FJ - även kallad Pyttebanan). Ätrafors station öppnade den 27 september 1894. Stationshuset var byggt i en våning av trä och blev år 1906 tillbyggt för att rymma postlokal. År 1920 uppförde stålverket ett godsmagasin söder om stationshuset och ett befintligt stickspår på bangården förlängdes dit. På grund av låg trafik blev stationen nedklassad till hållplats den 1 februari 1932 och var därefter för bomfällning och posthantering bemannad med kvinnlig platsvakt ända fram till järnvägens nedläggning den 31 oktober 1959. Stationshuset och magasin står ännu (2011) kvar. 
Ätrafors hade en egen telefonstation vilken år 1928 flyttade till villan Tallbacken som samma år avstyckades från Hinnagård i Axtorna. Då fanns cirka 40 abonnenter och öppettiderna var begränsade. Vid 100 abonnenter skulle stationen var öppen dygnet runt. Den automatiserades år 1958 (med nummerserien 0346-25xxx).

### Handel
Efter lagändringar vid 1860-talets mitt började den bofasta handeln på landsbygden helt anspråkslöst, med handelslokaler i vanliga boningshus och med mycket begränsat sortiment av bl.a. kaffe, socker, snus och fotogen. I Ätrafors fanns en sådan liten affär i "Bomstugan" vid Högvadsån. År 1897 öppnade Alfred Nordström en mera sorterad affär invid landsvägen mitt emot trämassefabriken. Denna lanthandel var i drift fram till 1975.

## Övrigt
I Ätrafors finns en damm som dämmer upp Ätran. I samband med att Ätraforsdammen byggdes, fanns stora förhoppningar om att en större industriort skulle växa upp kring dammen. Det är bland annat anledningen till att den lokala fotbollsklubben, som har Okome, Köinge och Svartrå som upptagningsområde, heter Ätrafors Bollklubb (ÄBK).

### Fotnoter
1. ↑  Metoden att på elektrisk väg smälta stål byggde på ett franskt patent enligt Paul Héroult
2. ↑  Tidigare hade man tillverkat stål i Kortfors i Örebro län, men behövde mer energi och valde därför att flytta tillverkningen till Ätrafors
3. ↑  Sedan 1972 är Klockarevallen vid skolan i Okome hemmaplan för fotbollsklubben
4. ↑  Denna form av omorganisation gjordes på flera stationer utmed FJ, och man slapp undan med lite lägre löneutgifter än om stationen skulle ha varit bevakad av en manlig stationsföreståndare
5. ↑  Genom "en vacker donation" av handlaren Alfred Nordström i Ätrafors, kunde tidigare skingrade inventarier från den gamla medeltidskyrkan i Okome, återköpas år 1935